# Пудожский уезд
Пу́дожский уе́зд — административная единица Олонецкой губернии Российской империи.
По площади занимал 207 788 кв. вёрст (по Стрельбицкому), население по состоянию на 1897 год — 33 661 человек. Уездным городом являлся Пудож.

## Географическое положение
Пудожский уезд располагался в северо-восточной части Олонецкой губернии и граничил с Повенецким уездом на севере, Вытегорским и Каргопольским уездами на юге и Архангельской губернией на востоке.

### Гидрология
Западная (большая) часть Пудожского уезда орошается реками бассейна Онежского озера, восточная — бассейна реки Онега. Есть речки впадающие в глухие озёра. В Онежское озеро впадают реки Туба, Водла, Чёрная, Гакукса. Из рек бассейна Онежского озера судоходна Водла на 20,3 км от устья до села Подпорожье, и приток Водлы, река Шала, на 26,7 км от устья.
Река Онега с левым притоком Кеной служит границей Пудожского уезда с Каргопольским уездом, кроме реки Кена все притоки Онеги в Пудожском уезде незначительны. К бассейну реки Онеги надо причислить протекающую в средней части уезда реку Токша с притоком Ундошей, как имеющую сообщение с рекой Кеной через озера Свиное и Кенозеро. Из многочисленных озёр уезда наиболее значительны: Водлозеро — 467,84 км², Ундозеро — 74,654 км², Шардозеро — 34,141 км², Тубозеро — 23,216 км², Рангозеро — 21,85 км², Сумозеро — 18,777 км², Свиное — 16,16 км², Муромское — 16,388 км². На границе с Каргопольским уездом лежит озеро Кенозеро, из площади которого 15,022 км² причисляется к Пудожскому уезду, на границе с Онежским уездом Архангельской губернии — Кожозеро (17,184 км² — к Пудожскому уезду).

## История

### В составе Российской империи
В 1785 году по приказу Екатерины II часть территорий Вытегорского и Каргопольского уездов обособляются в отдельный Пудожский уезд.
Основными занятиями жителей являлось земледелие и сплав леса по рекам. Среди жителей уезда было широко распространено старообрядчество.
В уезде действовала земская почта.
Состав Пудожского уезда по сведениям за 1905 год:
- Авдеевская волость (административный центр — дер. Авдеевская)
- Боярская волость (административный центр — дер. Буракова)
- Вершининская волость (административный центр — дер. Вершинина)
- Водлозерская волость (административный центр — дер. Канзанаволок)
- Карякинская волость (административный центр — дер. Карякина)
- Коловская волость (административный центр — дер. Коловская)
- Колодозерская волость (административный центр — дер. Колодозерский Погост)
- Корбозерская волость (административный центр — дер. Васюковская)
- Красновская волость (административный центр — дер. Шеина)
- Нигижемская волость (административный центр — дер. Каршевская)
- Почезерская волость (административный центр — дер. Кузьминская)
- Шелтомская волость (административный центр — дер. Шелтомская)

В 1882 году в селе Шала на левом берегу реки Водла петербургским купцом 1-й гильдии Д. Н. Лебедевым был построен Шальский лесозавод. Завод имел паровой двигатель мощностью 30 л. с., три пилорамы, на которых распиливались на доски и брусья около 60 тыс. брёвен в год. Продукция завода поставлялась за границу Российской империи и в Петербург.

### При советской власти
В январе 1918 года был создан Пудожский совет.
При создании в 1920-е годы Автономной Карельской ССР территория Пудожского уезда была разделена между Пудожским и Шальским районами (ныне Шальское сельское поселение).
Декретом ВЦИК от 18 сентября 1922 года Боярская, Бережно-Дубровская, Красновская, Почезерская, Карякинская и Захаровская волости Пудожского уезда были перечислены в Каргопольский уезд Вологодской губернии. Остальная территория Пудожского уезда вошла в состав Карельской трудовой коммуны (с 25 июля 1923 года — Автономная Карельская ССР). Постановлением Президиума ВЦИК от 29 августа 1927 года уездное деление в АКССР было упразднено. Вместо уездов были образованы административные районы.

### Современное положение
Большая часть территории уезда на данный момент входит в состав Пудожского района республики Карелия.

## Население
«В 1897 г. жителей, не считая города Пудож, было 33661 (15946 мужчин и 17715 женщин), из них крестьян (исключительно бывших государственных) 92 %. Население православное, иноверцы являются редкими исключениями. Приходов 23, селений 432, дворов 5992. 1 мужской Муромский монастырь, основанный в конце XIV столетия, замечательный редкой по древности деревянной церковью Воскресения Лазаря (построена не позже XVI столетия). Церквей 40, часовен 283. Училищ монастырских образцовых 6, земских 21, церковно-приходских 22, школ грамоты 7; во всех 56 училищах учащихся 1000 мальчиков и 301 девочка. Казне принадлежит 1228984 десятины, крестьянам 659223 десятины, церквам и монастырю 1289 десятин. Из общего количества 1889496 десятин пахотной земли 43932 десятины, сенокосной 28774; остальное под лесами и болотами. Лошадей 7310, рогатого скота 12060 голов, овец 14314. Заводы: 1 льнотрепальный с 190 рабочими (производство на 38600 руб.) и 5 кожевенных (производство на 1000 руб., рабочих 9). Общее протяжение дорог 401 верста. Ярмарок 7. Бюджета земства (на 1897 г.) 87520 руб., в том числе на медицинскую и ветеринарную части 29334 руб., на народное образование 20964 руб., на управление 8330 руб., на содержание дорог 2993 руб., на подводную повинность 8921 руб. Приемный покой на 16 кроватей; 3 врача, 14 фельдшеров, 9 повитух. Читальня 1 на пособие от земства. Мирские расходы крестьян (1891 г.) — 13124 руб. Жители сплошь великороссы, потомки новгородцев. Основное занятие жителей — земледелие, но оно обеспечивает население не более, как на полгода; наилучшие места для хлебопашества в юго-восточной части уезда, прилегающей к озеру Кенозеру и реке Онеге. Хозяйство трёхпольное, но держится и подсечная система. В 1896 г. снято: ржи 32162 четвертей, овса 37261 четверть, ячменя 17234 четверти, картофеля 39027 четвертей. Пудожский уезд славился своим льном (сбор волокна до 10000 пудов), который уходил преимущественно за границу. Огородничества было развито слабо, хотя возможно по климату. Рубка и сплав леса приносили населению ежегодный заработок около 100000 рублей. Важным подспорьем для жителей служат также рыбная ловля и охота. Отхожие промыслы развиты.»